# Pleasant Hill (Ohio)
Pleasant Hill – wieś w Stanach Zjednoczonych, w stanie Ohio, w hrabstwie Miami.